# Слоещица
Слоещица (на македонска литературна норма: Слоештица) е село в община Демир Хисар, Северна Македония.

## География
Селото е разположено на 770 m в Долен Демир Хисар, в източните склонове на Плакенската планина, на десния бряг на Църна. През селото текат две реки - Големата и Левата. Между селата Слоещица и Жван е разположен манастирът „Свети Никола Топлички“. Землището на селото е 21,4 km2, от които горите са 1,511 ha, обработваема земя 330 ha и пасища 269 ha. Над селото има валавици.

## История
В селото има две стари църкви – поствизантийската „Свети Атанасий“ и „Света Богородица“ от 1908 година, както и „Свети Никола“. В XIX век Слоещица е малко изцяло българско село в Битолска кааза, нахия Демир Хисар на Османската империя. Според Васил Кънчов в 90-те години Слоещица е на хубаво място има 90 християнски къщи. Според статистиката му („Македония. Етнография и статистика“) в 1900 година Слоещица е има 650 жители, всички българи християни.
На Етнографската карта на Битолския вилает на Картографския институт в София от 1901 година Слоещица е чисто българско село в Битолската каза на Битолския санджак с 95 къщи.
По време на Илинденското въстание селото е нападнато на 18 август 1903 година от турски аскер и башибозук. От селото са убити Богоя Иванов, Никола Талев и Стойчо Ристев, а като четници край селото загиват Мице Стоянов и Доле Ристев от Слепче.
Цялото население на селото е под върховенството на Българската екзархия. По данни на секретаря на екзархията Димитър Мишев („La Macédoine et sa Population Chrétienne“) в 1905 година в Слоещица има 720 българи екзархисти.
През октомври 1910 година селото пострадва по време на обезоръжителната акция на младотурците. Българският учител в Слоещица Дойчинов е арестуван и затворен в Прибилци.
При избухването на Балканската война в 1912 година 9 души от Слоещица са доброволци в Македоно-одринското опълчение.
В 1961 година Слоещица има 746 жители, в 1994 година – 229, а според преброяването от 2002 година селото има 221 жители македонци.
| Националност | Всичко |
| македонци    | 221    |
| албанци      | 0      |
| турци        | 0      |
| роми         | 0      |
| власи        | 0      |
| сърби        | 0      |
| бошняци      | 0      |
| други        | 0      |

В селото има основно училище „Братя Миладиновци“ до V отделение, филиално училище на ОУ „Братя Миладиновци“ – Жван.
В селото функционира художествена колония „Арт Пойнт – Гумно“, фокусирана върху изкуството, културата, грижа за околната среда и икономическия развой на горнодемирхисарския регион.
В Слоещица всяка година на 28 август се провежда манифестацията „Славене на пирея“ в спомен за писателя Петре М. Андреевски.
Край селото е изградена новата манастирска църква „Свети Георги“.

## Личности
Родени в Слоещица
- Ангеле Милошов Попов, български революционер, деец на ВМОРО[12]
- Атанас Милошов Попов, български революционер, деец на ВМОРО
- Владо Поповски (1955 – 2014), политик от Северна Македония
- Иван Мицев Божинов, български революционер, деец на ВМОРО[13]
- Илия Димовски, войвода на четата от Слоещица по време на Илинденско-Преображенското въстание в 1903 година[14]
- Йордан Плевнеш (р. 1953), северномакедонси писател
- Йоше Петрев Мегленов, български революционер, деец на ВМОРО[15]
- Павле Стойков Тренчев, български революционер, деец на ВМОРО[16]
- Петре Андреевски (1934 – 2006), поет и писател от Северна Македония
- Петре Сиянов Кочов, български революционер, деец на ВМОРО[17]
- Силян Цветанов Селвиов, български революционер, деец на ВМОРО[16]
- Стоян Ацев, македоно-одрински опълченец, 28-годишен, 3 рота на 6 охридска дружина, носител на бронзов медал[18]
- Танаско Милошов Попов, български революционер, деец на ВМОРО[12]
- Тодор Милошов Попов, български революционер, деец на ВМОРО[12]
- Толе Гогиев Митрев, български революционер, деец на ВМОРО[15]
- Мице Велянов Мравев, български революционер, деец на ВМОРО[15]